# واگریچ بخچانیان
واگریچ بخچانیان (روسی: Ва́грич Ако́пович Бахчаня́н؛ ۲۳ مهٔ ۱۹۳۸ – ۱۲ نوامبر ۲۰۰۹) نقاش، و کاریکاتوریست اهل ایالات متحده آمریکا بود.